# سيتيفيس
سِيتِفِس أو سطيف الرومانية (باللاتينية: Sitifis) كانت مدينة رومانية بربرية قديمة في موريطانيا القيصرية. كانت عاصمة المقاطعة الرومانية المسماة موريطانيا السطايفية (باللاتينية: Mauretania Sitifensis). تقع في مدينة سطيف الحالية بالجزائر. بالكاد تحتفظ المدينة بآثار القرنين الثالث والرابع: الأسوار والمعبد والسيرك والضريح المعروف باسم «سيبيون»، القلعة البيزنطية. يُحفظ ناتج الحفريات الأثرية ويُعرض في المتحف العمومي الوطني العام بسطيف [الفرنسية] .

## التاريخ
كانت سيتيفيس رسميًا تسمى مستعمرة أوغوستا نيرفيانا سيتيفينسيوم لقدامى المحاربين (باللاتينية: Colonia Augusta Nerviana Martialis Veteranorum Sitifensium) ، ومنذ زمن ديوكلتيانوس (293 م)، كانت عاصمة موريتانيا سيتيفينسيس (شرق الجزائر حاليًا). تشمل بقايا القرن الثالث والرابع اليوم أسوار المدينة والمعبد والسيرك والضريح وقلعة «سكيبيو» البيزنطية.

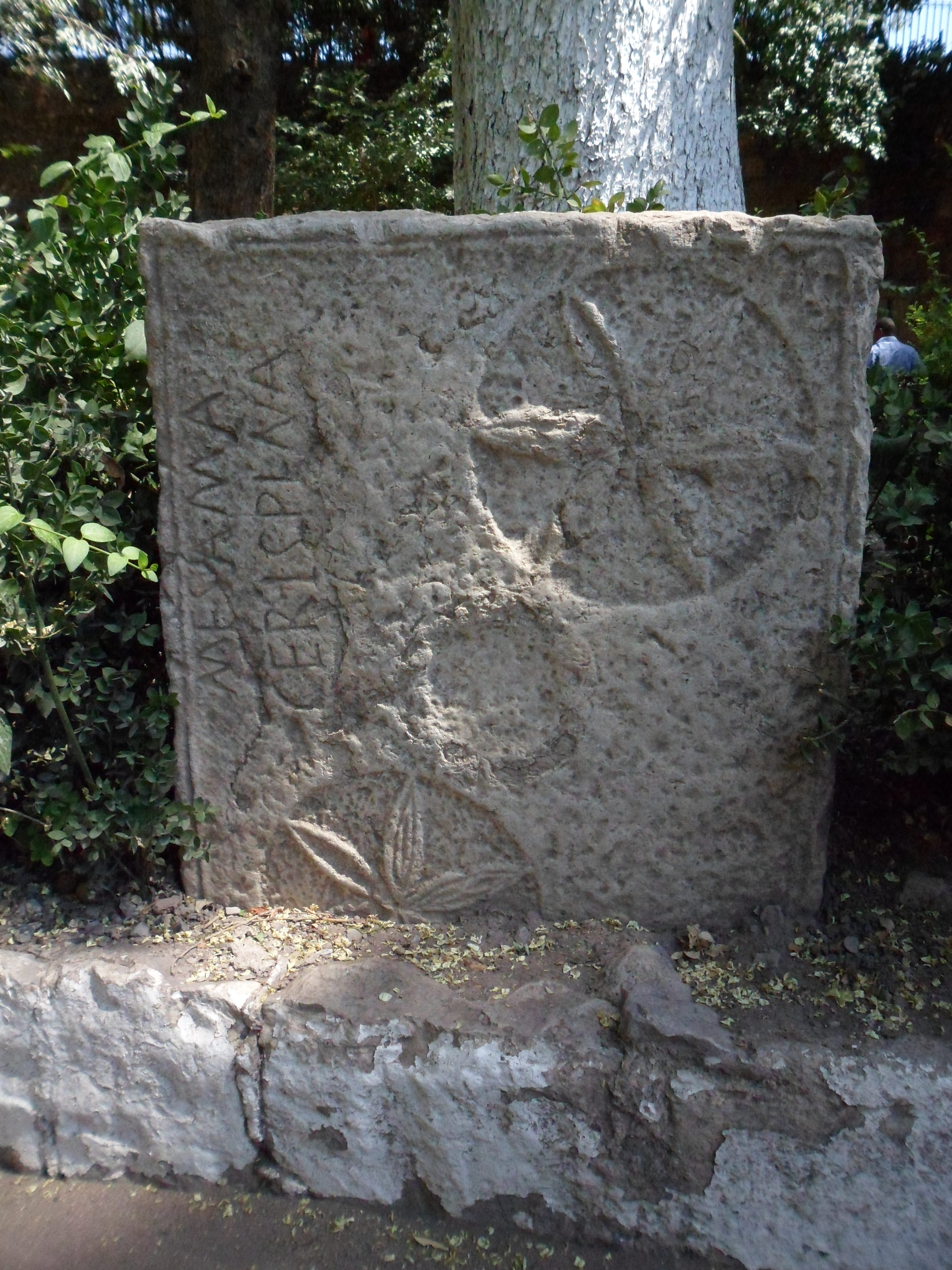
أحجار رومانية بكلمات لاتينية في حدائق سطيف

اسم المدينة من أصل نوميدي وفي البربرية يعني «أسود» (aseṭṭaf). أسس الفرنسيون المدينة الحديثة على أنقاض المدينة القديمة.

أسست الرومان في عهد نيرفا سيتيفيس عام 97 بعد الميلاد مستعمرةً لقدامى المحاربين الرومان. على الرغم من عدم وجود مبانٍ معروفة في هذه الفترة، يبدو أن المقبرة التي نُقب فيها في الستينيات تحتوي على قبور من أوائل المستعمرات.

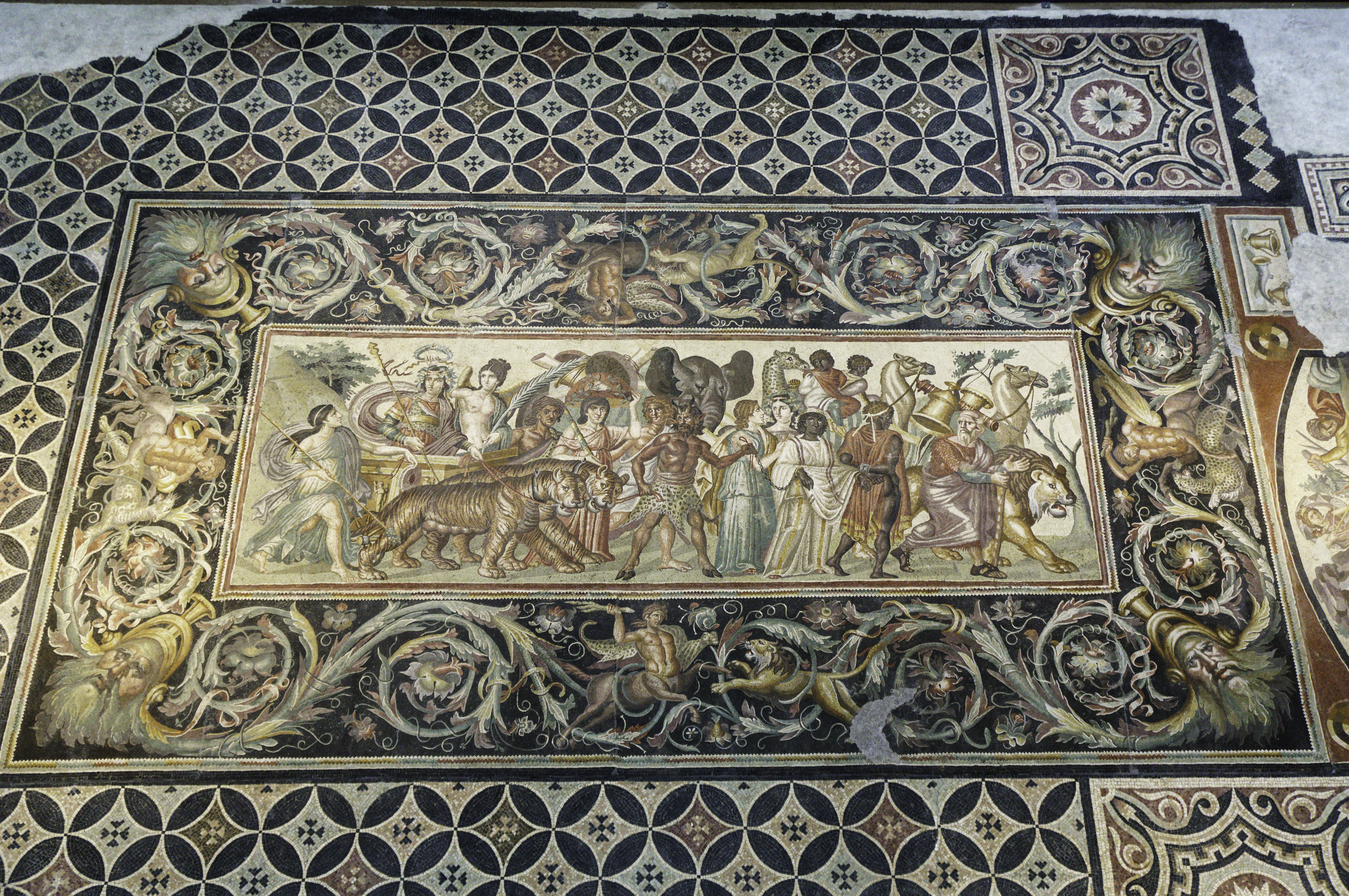
فسيفساء من حمامات سطيف الرومانية (موجودة في "متحف سطيف")

مع نمو المدينة، حوالي عام 297 بعد الميلاد، تأسست مقاطعة موريتانيا سيتيفينسيس، وعاصمتها سيتيفيس. في المدينة المزدهرة حديثًا، بني مبنى حمام مزين بفسيفساء رائعة: ترميمه في القرن الخامس كان يحتوي على غرفة باردة (frigidarium) مرصوفة بفسيفساء كبيرة تظهر ولادة كوكب الزهرة. في البداية كانت سطيفيس مأهولة بالمستعمرين الإيطاليين لأنها كانت تقع على ارتفاع 1000 متر وبالتالي كان الطقس مشابهًا لتلك الموجودة في إيطاليا.
على الرغم من أننا لا نعرف ما حدث في ظل حكم الوندال، إلا أن الاستعمار البيزنطي جلب معه حصنًا كبيرًا، لا تزال أجزاء منه قائمة. في القرن السادس، كانت المسيحية هي الدين الرئيسي، مع وجود قوي للدوناتية. تحت الوندال كانت المدينة الرئيسية في منطقة تسمى «زابا». كانت لا تزال عاصمة المقاطعة (المسماة «موريتانيا بريما») تحت الحكم البيزنطي وكانت آنذاك مكانًا ذا أهمية إستراتيجية. خضعت المنطقة للسيطرة البيزنطية لفترة قصيرة شهدت إدخال المذاهب الأرثوذكسية إلى المدن الدوناتية والكاثوليكية الرئيسية في إكسرخسية إفريقيا 
في عام 647 بعد الميلاد، بدأت أول رحلة استكشافية للمسلمين إلى إفريقيا وبحلول نهاية هذا القرن، بدأ تعمير المنطقة. في الواقع، دمر عقبة بن نافع سيتيفيس جزئيا في غارة عام 680 ميلادية، عندما احتلت قواته في مكان قريب من صالداي (بجاية حاليًا)، في الوقت الذي قاتل للوصول إلى المحيط الأطلسي. انتهى عهد سيتيفيس البيزنطي. بحلول عام 702 م، فتحت المنطقة بالكامل من قبل الخلافة الأموية.
في القرن الثامن تحولت المنطقة إلى العقيدة الإسلامية. لا نعرف سوى القليل عن المدينة الإسلامية المبكرة، ولكن بحلول القرن العاشر، امتلأت المنطقة الواقعة خارج القلعة مرة أخرى بالمنازل: في موقع الحمامات الرومانية، عُثر على أكثر من اثني عشر منها، مع ساحات فناء كبيرة تحيط بها الغرف. في منتصف القرن الحادي عشر توقف هذا التطور فجأة، وبني سور دفاعي حول المدينة.
أجريت حفريات من 1977 إلى 1982 بالقلعة البيزنطية - حديقة التسلية - كشفت لأول مرة عن وجود حي إسلامي يعود تاريخه إلى القرنين 9 و 10 م يعكس بداية العمارة الإسلامية ويؤكد ما وصفه الجغرافيون والمؤرخون العرب خلال القرون الوسطى على أن المدينة كانت في أوج تطورها وازدهارها حيث كانت نقطة عبور لنشاط تجاري مكثف، ويتمثل فيها المستوى العمراني الإسلامي في تجمع عدد كبير من المنازل مخططة ومربعة الشكل، كل منزل له فناء مركزي وأربع جهات نظمت على شكل أجنحة تحيط بالفناء وتتمثل هذه الأجنحة في قاعة الاستقبال، غرفة النوم، المطبخ، الإسطبلات... إلخ.
ووفقًا لخليفة عبد الرحمن، فإن نتائج هذه الحفريات مثيرة جدًا للاهتمام: «لم تكن المدينة مهجورة تمامًا فبقايا الحمامات الحرارية كانت تستخدم مأوى عرضي للرجال. والماشية. يقال إن تطوير المدينة الإسلامية قد حدث شمال القلعة البيزنطية.»
أظهرت هذه الحفريات أن المنازل الإسلامية الأولى قد بنيت مع إعادة استخدامات الأحجار المقصوصة والموقواة على وجوهها الداخلية بالحصى المرتبطة بالتراب المدك. يشير تأريخ الكربون 14 إلى فترة ما بين 655 و 970. كشفت الحفريات عن تسعة مبانٍ يرجع تاريخها إلى عام 810 (في زمن الأغالبة) و 974 (في عهد الخلافة الفاطمية). عُثر على قطعة نقود معدنية للخليفة الفاطمي المعز بقشرة خزفية مجسمة في اليوم الثالث. ووفقًا لخليفة عبد الرحمن، فإن الشيء المهم هو أن الحفريات تمكنت من تحديد نمط سكان القرن العاشر والحادي عشر لهذه المنطقة، مع غرف أطول مما كانت عليه.
ذكر المؤرخ ليون الإفريقي أن موجة دمار كبيرة أعقبت غزو بنو هيلال بعد ذلك بوقت قصير.
لا يُعرف أي شيء عما كان يُعرف فيما مضى باسم سطيفيس الرومانية حتى استخدم الجيش الفرنسي أطلال المدينة (الذي بنى حصنًا خاصًا به في الموقع في عام 1848، باستخدام خط سور المدينة في العصور الوسطى والقلعة البيزنطية).

## العمارة الرومانية

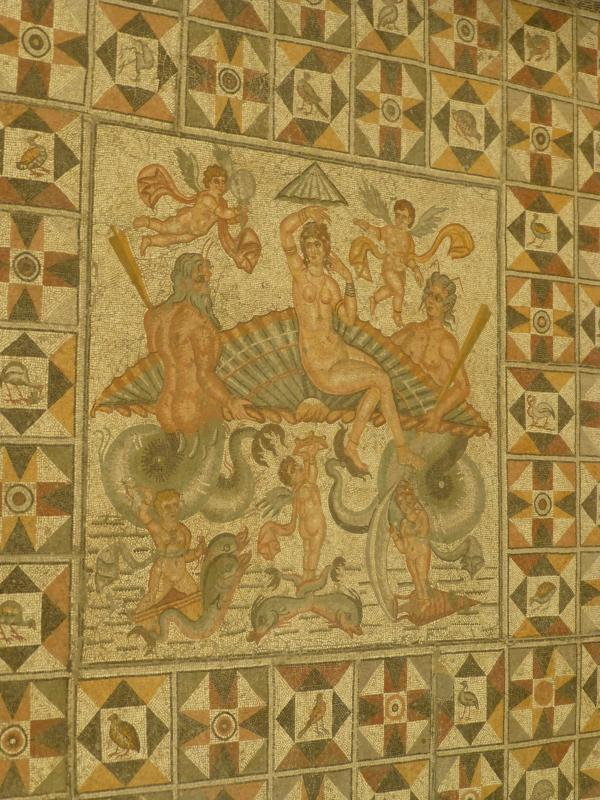
فسيفساء رومانية مع الزهرة موجودة بمتحف سطيف

بني على الطرف الشمالي الغربي من المدينة بازيليكتين مسيحيتين عظيمتين في نهاية القرن الرابع، زُينت مرة أخرى بفسيفساء رائعة، وتأسست أسقفية في هذا الوقت.
كان في المدينة حمام تحصينات صنع السكان نقوشًا للأباطرة وهي ممارسة حدثت في القرن الرابع مع ظهور المسيحية.
كان للمدينة أيضا «سيرك» (Circus). أكد الموقع التقريبي بالصور الجوية القديمة أن 90٪ من السيرك قد بني الآن. فقط النهاية الجنوبية المنحنية تبقى مرئية. كان المسار الذي كان مرئيًا على شكل حرف U بطول 450 مترًا. وعرض 70 م.

## الأسقفية
كانت المدينة أيضًا مركزًا لأسقفية  توقفت الأبرشية فعليًا مع الفتح الإسلامي، لكنها ظلت كرسيًا لقبيًا حتى يومنا هذا.
يخبرنا القديس أغسطينوس، الذي كان على علاقات متكررة مع سيتيفيس، أنه كان للمطرانية في أيامه دير ومدرسة أسقفية. عُثر على العديد من النقوش المسيحية هناك، أحدها من عام 452 يشير إلى رفات القديس لورانس، والآخر يذكر شهيدين من سيتيفيس، يوستوس وديكوريوس. توقفت الأبرشية بشكل فعال مع الفتح الإسلامي، لكنها ظلت كرسيًا لقبيًا حتى يومنا هذا.
من الأساقفة المعروفين لدينا:
- نوفوتوس [16] (دوناتي)
- أسقف دوناتيست لم يذكر اسمه
- لوكولاس (كاثوليكي)

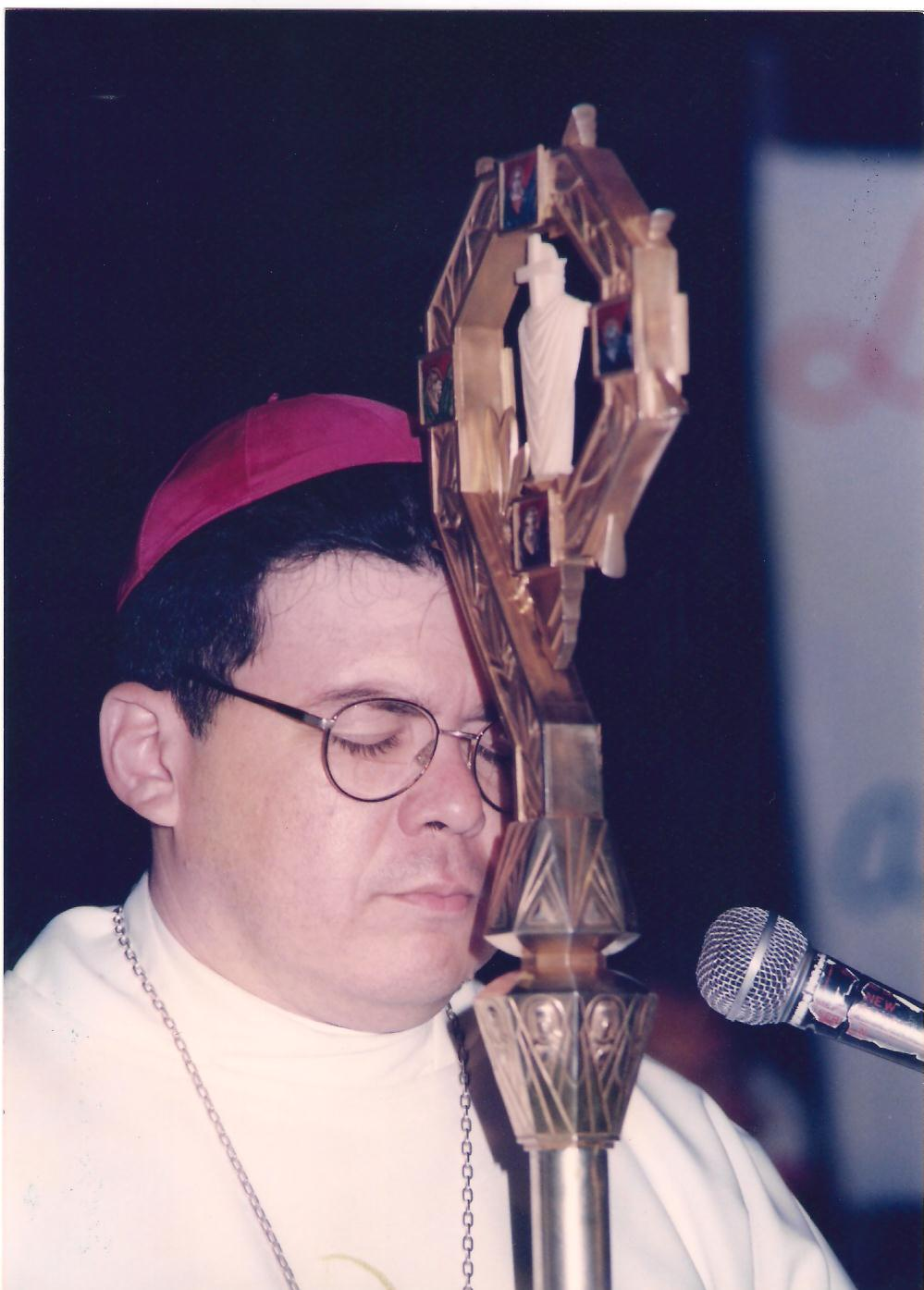
المطران سانشيز

- ألكسيس لوميتري (عُين في 24 فبراير 1911 - 28 يوليو 1920، مساعد رئيس أساقفة قرطاج)
- جوان تيفينود (عُين في 8 يوليو 1921 - 16 سبتمبر 1949)
- أندريه موريس بارنتي (عُين في 9 مارس 1950 - 23 نوفمبر 1983)
- أرماندو كزافييه أوتشوا (عُين في 23 ديسمبر 1986 - 1 أبريل 1996 أسقف إل باسو، تكساس)
- مانويل فيليبي دياز سانشيز (عُين في في 27 فبراير 1997 - 4 أبريل 2000 أسقف كارابانو)
- جون تشوي يونغ سو (عُين في 22 ديسمبر 2000 - 3 فبراير 2006، تعيين مساعد رئيس أساقفة دايجو {تايجو})
- بروديريك سونكواكو بابيلو (عُين في 24 مايو 2006 -) [17]

## روابط خارجية
- صورة سيرك سيتيفيس
- خريطة توضح سيتيفيس باعتبارها إحدى «مصانع الزيت» في إفريقيا الرومانية
- لأطلس الرقمي للإمبراطورية الرومانية: سيتيفيس